# Timorpark
Het Timorpark is een stadspark naar Engelse stijl in Den Helder. Het park grenst aan de Stelling van Den Helder, de Huisduinerweg en de Timorlaan. Aan de laatstgenoemde laan heeft het park zijn naam te danken.
Het park werd in de jaren 1930 aangelegd als werkverschaffingsproject. De Duitse bezetter bouwde in de Tweede Wereldoorlog een bunker in het park, deze staat er nog steeds. Tussen 1965 en 2009 heette het park officieel het Churchillpark. In het park staat sinds 2006 een muziekkoepel en in 2025 werden een beweegbank neergezet en markeringen voor een (hard)looprondje aangebracht. Eerder werd er in 2015 een beweegtuin met fitnesstoestellen geopend die in 2022 na vandalisme werd verwijderd.
Het park heeft een vijver met een fontein en een eilandje. Er waren een aantal kunstwerken te vinden in het park zoals de Acrobaten van John Bier en Vechtende kalkoenen van Theo Mulder. Deze kunstwerken zijn in 2025 preventief verwijderd in verband met diefstallen van andere bronzen beelden binnen de gemeente. In het park staat een boom die is geplant ter gelegenheid van de geboorte van
kroonprinses Amalia in 2003. Deze boom heeft samen met zes andere bomen in het park een gemeentelijke beschermde status. Ook werd er in 2022 een boom geplant ter nagedachtenis aan slachtoffers van de coronapandemie.
Donkere Duinen · Duinpark · (voormalig) Julianapark · (voormalig) Kennedypark · Kreekpark · Loopuytpark · Mariëndal · Quelderduyn · Rehorstpark · Schooterduinpark · Stadspark · Timorpark · Van der Vaartplantsoen